# ایواشکی
ایواشکی (به لهستانی:  Iwaśki) یک روستا در لهستان است که در گمینا کالینووو واقع شده‌است.